# 이하 후유

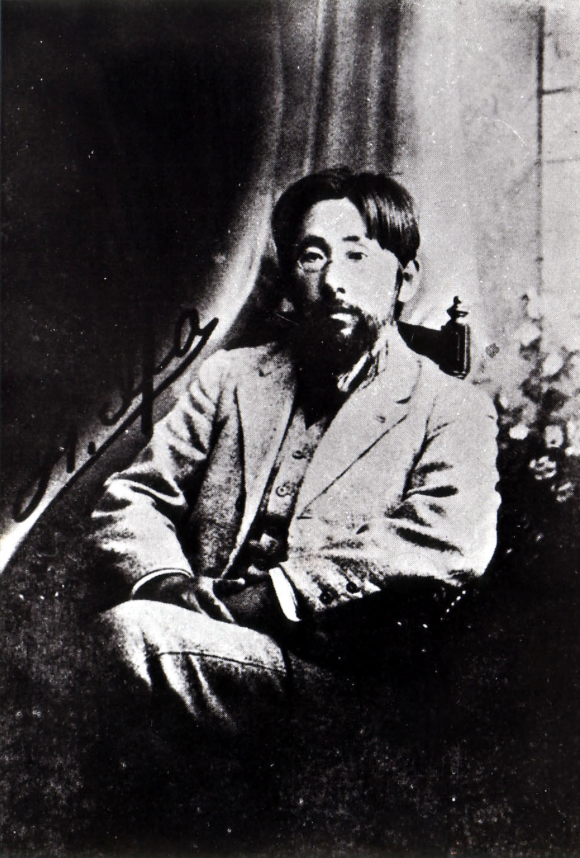
이하 후유

이하 후유(일본어: 伊波普猷, 1876년 3월 15일 ~ 1947년 8월 13일, 류큐번 나하니시 촌 출생)은 류큐왕국 태생의 민속학자이자, 류큐학자이다. 당명(唐名)은 유페이위안(중국어: 魚培元)이다.

## 서지
- 전성곤 역, 지만지, 고류큐의 정치